# Jack Arnold
Jack Arnold (New Haven, Connecticut, 14 de outubro de 1916 — Los Angeles, Califórnia, 17 de março de 1992) foi um diretor e ator estadunidense de filmes para o cinema e televisão.

## Carreira
Arnold começou sua carreira como ator na Inglaterra entre 1937 e 1939. Depois dirigiu alguns documentários, mas só passou a ser conhecido pelas produções de ficção-científica e horror que fez na década de 1950. Nessa época, seus maiores êxitos foram os filmes Veio do Espaço (It Came from Outer Space, 1953), O Monstro da Lagoa Negra (Creature from the Black Lagoon, 1954), Tarântula (Tarantula, 1955), e sua obra-prima O Incrível Homem Que Encolheu (The Incredible Shrinking Man, 1957). Dirigiu ainda pequenos faroestes, como o expressivo Balas Que Não Erram (No Name on the Bullet, 1959), veículo para o mocinho Audie Murphy. Também em 1959 filmou na Inglaterra a excelente comédia O Rato Que Ruge (The Mouse That Roared), estrelada por um Peter Sellers em início de carreira. Na década de 1960 fez mais comédias, inclusive com Bob Hope, mas a essa altura já perdera o brilho.
Paralelamente a seu trabalho no cinema, em 1955 Arnold começou a trabalhar em televisão, dirigindo episódios para o programa Science Fiction Theater. Depois dirigiu episódios de várias séries, entre elas Perry Mason, Peter Gunn, Rawhide, Alias Smith and Jones, A Família Sol-Lá-Si-Dó, e A Ilha dos Birutas.
Seu último longa-metragem foi Marilyn, Sonhos e Realidades (Marilyn: The Untold Story, 1980), feito para a TV.
Arnold morreu de arterioesclerose aos 75 anos de idade. Sepultado no Westwood Village Memorial Park Cemetery.

## Filmografia
Todos os títulos em português referem-se a exibições no Brasil. Estão listadas somente suas obras como diretor feitas para o cinema, excluídos os documentários.
- 1953 Mercadoras da Noite (Girls in the Night)
- 1953 O Crime da Semana (The Glass Web)
- 1953 A ameaça veio do Espaço (It Came from Outer Space)
- 1954 O Monstro da Lagoa Negra (Creature from the Black Lagoon)
- 1955 A Revanche do Monstro (Revenge of the Creature)
- 1955 Tarântula (Tarantula)
- 1955 Caravana da Morte (The Man from Bitter Ridge)
- 1956 Fora da Lei (Outside the Law)
- 1956 Onde Imperam as Balas (Red Sundown)
- 1957 O Incrível Homem Que Encolheu (The Incredible Shrinking Man)
- 1957 Epílogo de Uma Sentença (The Tattered Dress)
- 1957 A Soldo do Diabo (Man in the Shadow)
- 1958 O Monstro Sanguinário (Monster on the Campus)
- 1958 A Mensagem do Planeta (The Space Children)
- 1958 A Força do Amor (The Lady Takes a Flyer)
- 1958 Escola do Vício (High School Confidential)
- 1959 Balas Que Não Erram (No Name on the Bullet)
- 1959 O Rato Que Ruge (The Mouse That Roared)
- 1961 Solteiro no Paraíso (Bachelor in Paradise)
- 1964 Um Assunto Internacional (A Global Affair)
- 1964 Demônios na Pista (The Lively Set)
- 1968 Uma Casa Como Poucas (Hello Down There)
- 1974 Na Mira do Investigador (Black Eye)
- 1974 Games Girls Play
- 1975 Boss Nigger
- 1975 Conspiração na Suíça (The Swiss Conspiracy)